# 鈴木砂羽
鈴木 砂羽（すずき さわ、1972年9月20日 - ）は、日本の女優。静岡県浜松市出身。ホリプロ（2021年7月まで）、T-artist（2021年10月から2023年4月まで）を経て、MONDAY所属（2023年4月から）。

## 来歴
女子美術大学短期大学部中退後、文学座の研究生となる。
研究所卒業後の1994年に、映画『愛の新世界』で主演デビューを果たす。この作品で第37回ブルーリボン新人賞、キネマ旬報新人賞、第49回毎日映画コンクールスポニチグランプリ新人賞受賞などを受賞した。
2011年10月5日、劇団「ペンギンプルペイルパイルズ」に所属する10歳年下の俳優・吉川純広と結婚。結婚以降、バラエティ番組に出演する機会が多くなった。
2012年、初エッセイ『女優激場』をワニブックスより発売。
2015年8月15日、吉川純広と離婚。
2017年、『結婚の条件』で初めて舞台演出を手がける。同公演の9月13日の初日直前に、出演予定だった鳳恵弥と牧野美千子が降板を発表した。
2018年、演劇ユニット「港．ロッ区．」を主宰。
2021年7月31日、同日付けで28年間在籍したホリプロを退所することを自身のインスタグラムで「ご報告」と題した上で発表した。
2021年10月1日から、T-artistに所属。
2022年6月上旬、10年程前から患っていた子宮筋腫の摘出と子宮の上部を切除する手術を受ける。40代後半から投薬治療を受けていたが、テレビドラマ『相棒』へ復帰することが決まり手術を決断したという。
2023年5月17日、同年4月11日をもってT-artistとの契約を終了し合同会社MONDAYを立ち上げたことを自身のInstagramで明らかにした。

## 人物
- 趣味は占い。
- 祖父ははままつ美術研究所代表を務め、地元の中田島砂丘をライフワークとして描き続けた画家の鈴木貞夫（1921年 - 2023年1月16日、101歳で死去）[14][15][16]。
- 両親はともに画家。その影響か、特技は「漫画を描くこと」で、「スズキサワ」名義で集英社の『ヤングユー』にエッセイ漫画『いよぉ! ボンちゃん!!』を連載した経験を持つ[注 1][2]。
- 26歳まで風呂なしアパートに8年間住んでいたことを告白し、食器洗い場で体も洗っていたことがあった[17][18]。 2016年に12年ぶりにエッセイ漫画連載を開始[19]。
- 理想の男性のタイプは真田広之[18]。

## 出演

### 映画
- 裸足のピクニック（1992年） - キリコ 役
- 愛の新世界（1994年） - レイ 役
- 帝都物語 外伝（1995年） - 美千代 役
- 極道の妻たち 赫い絆（1995年） - 久村眉子 役
- 日本一短い「母」への手紙（1995年） - 吉村由美子 役
- 女賭博師 花吹雪お涼（1996年） - 沢田涼子 役
- 東京日和（1997年） - 宮本 役
- セカンドチャンス（1999年） - 橘夕理 役
- スペーストラベラーズ（2000年） - 深浦公子 役
- すずらん 少女萌の物語（2000年） - 喜久江 役
- カラフル（2001年） - 後藤 役
- 連弾（2001年） - 大沢の妻 役
- ウォーターボーイズ（2001年） - 肉屋の女性 役
- 昭和歌謡大全集（2003年） - イワタミドリ 役
- ジャンプ（2004年） - 天笠みゆき 役
- HIRAKATA（2004年） - 響子 役
- 火火（2005年） - 豊田紀子 役
- いつか読書する日（2005年） - 大場千代 役
- 姑獲鳥の夏（2005年） - お潤 役
- スクラップ・ヘブン（2005年） - 相川美佐 役
- 愛してよ（2005年） - 江田島周 役
- 力道山（2006年） - 沖浜子 役
- LOFT ロフト（2006年） - 野々村めぐみ 役
- 大奥（2006年） - やえ 役
- 赤い文化住宅の初子（2007年） - 爽子（初子の母） 役
- サイドカーに犬（2007年） - 近藤良子 役
- 憑神（2007年） - 別所千代 役
- 遠くの空に消えた（2007年） - 土田スミ 役
- HERO（2007年） - 黒川ミサ 役
- 青空のルーレット（2007年） - 萩原恵子 役
- オリヲン座からの招待状（2007年）
- 観察 永遠に君を見つめて（2007年） - 坂本若菜 役
- ペルソナ（2008年）
- 子猫の涙（2008年） - 森岡加代子 役
- 2008年、イマドキジャパニーズよ。愛と平和と理解を信じるかい?（2008年） - 千賀子 役
- 春色のスープ（2008年） - 阿部由樹 役
- 相棒 -劇場版- 絶体絶命! 42.195km 東京ビッグシティマラソン（2008年） - 亀山美和子 役
- 闇の子供たち（2008年） - 梶川みね子 役
- 同窓会（2008年） - 石川えり（ひめ） 役
- 十年愛（2008年） - 奈美 役
- 相棒シリーズ 鑑識・米沢守の事件簿（2009年） - 亀山美和子 役
- 劒岳 点の記（2009年） - 宇治佐和 役
- ぼくとママの黄色い自転車（2009年） - 浩子 役
- なくもんか（2009年） - 下井草祐子 役
- ランブリングハート（2010年） - 夏目耀子 役
- ホテルチェルシー（2010年） - 高木トモ子 役
- お前の母ちゃんBitch!（2010年） - 山田芙美恵 役
- スープ・オペラ（2010年） - 奈々子 役
- ネムリバ（2010年） - 南陽子 役
- 裁判長!ここは懲役4年でどうすか（2010年） - 須藤光子 役
- ゴースト もういちど抱きしめたい（2010年） - 上条未春 役
- 毎日かあさん（2011年） - 麦田 役
- 青い青い空（2011年） - 真子の母 役
- わさお（2011年） - 尚子 役
- スイッチを押すとき（2011年） - 小暮葉子 役
- しあわせカモン（2011年） - 松本扶美江 役
- Good Luck 恋結びの里（2012年） - 平野雅子 役
- 夢売るふたり（2012年）
- 楽隊のうさぎ（2013年）
- Ｚアイランド（2015年） - 桜 役
- 俺物語!! （2015年） - 剛田ゆり子 役[20]
- 探偵はBARにいる3（2017年） - モンロー 役
- プリンシパル〜恋する私はヒロインですか?〜（2018年） - 三浦真智 役[21]
- 大コメ騒動（2021年） - トキ 役
- はじまりの日（2024年）[22]
- オールドカー てんとう虫のプロポーズ（2025年） - 和美 役[23]
- ゴッドマザー〜コシノアヤコの生涯〜（2025年） - コシノジュンコ 役[24]

### テレビドラマ

#### NHK
- 連続テレビ小説
  - あぐり（1997年） - 辰子 役
  - すずらん（1999年） - あやめ 役
  - さくら（2002年） - 夏子 役
  - だんだん（2008年、NHK大阪） - 田島嘉子 役
  - まれ（2015年） - 蔵本はる 役
- 大河ドラマ
  - 元禄繚乱（1999年） - お伝の方 役
  - 新選組!（2004年） - 明里 役
  - 江〜姫たちの戦国〜（2011年） - 京極龍子→寿芳院 役
- 水曜シリーズドラマ「家へおいでよ」（1996年）
- 袖振り合うも（2000年）
- 光の帝国（2001年） - 矢田部薫 役
- お見合い放浪記（2002年） - 桜木あおい 役
- 帰ってきたロッカーのハナコさん（2003年） - 仁科和実 役
- 結婚のカタチ（2004年K） - 大庭薫 役
- 花屋ひなげし〜イマドキお作法物語（2007年、NHK大阪） - 林ひなこ 役
- クラシックミステリー 名曲探偵アマデウス（2009年） - 四十路近子社長 役
- かんさい特集「おかんの逆襲〜我が家のリフォーム戦争〜」（2009年、NHK大阪） - 谷村小百合 役
- 15歳の志願兵（2010年、NHK名古屋） - 藤山明子 役
- ビターシュガー（2011年、NHK） - 五十嵐奈津 役
- ドラえもん、母になる〜大山のぶ代物語〜（2015年、NHK BSプレミアム） - 主演・大山のぶ代 役[25]

#### 日本テレビ
- 終らない夏（1995年） - 沢田まなみ 役
- D×D（1997年） - 麻生サキ 役
- 私立探偵濱マイク（2002年、読売テレビ） - 浜崎としこ 役
- ぼくの魔法使い（2003年） - 横山の妻 役
- 探偵学園Q（2006年） - 片桐紫乃 役
- 火曜ドラマゴールド「ミス・マープルシリーズ」（2007年） - 瀬戸英理子 役
- ホカベン（2008年） - 宇佐美千枝子 役
- 黄金の豚-会計検査庁 特別調査課-（2010年） - 響ゆかり 役
- トッカン 特別国税徴収官（2012年） - 鍋島木綿子 役
- 明日、ママがいない（2014年） - 佐々木香織 役
- 婚活刑事（2015年7月2日 - 9月、読売テレビ・日本テレビ） - 塚本樹 役[26]
- ブラックリベンジ（2017年） - 糸賀朱里 役

#### TBSテレビ
- 君と出逢ってから（1996年） - 木村真澄 役
- Dear ウーマン（1996年） - 島袋早苗 役
- 恋のためらい（1997年） - 坂口俊子 役
- PU-PU-PU （1998年） - 一条睦美 役
- 金曜日の恋人たちへ（2000年） - 榎本喜美子 役
- Friends（2000年） - 咲坂文緒 役
- 女子刑務所東三号棟3（2001年） - 新美亜矢 役
- 末っ子長男姉三人（2003年） - 木下ミキ 役
- 涙そうそう この愛に生きて（2005年） - 小田登志子 役
- ミラクルボイス（2008年） - 安野ゆかり 役
- ぼくの妹（2009年） - 瀬川茂子 役
- 悪女について（2012年） - 烏丸瑤子 役
- 月曜ゴールデン
  - 「山岳刑事シリーズ」（2012年 - ） - 称名美雪 役
  - 「刑事夫婦」（2014年） - 主演・加賀美涼子 役
- 夫のカノジョ（2013年） - 小松原菱子 役
- 隠蔽捜査（2014年） - 竜崎冴子 役

#### フジテレビ
- 花王ファミリースペシャル「花嫁介添人がゆく」（1996年、関西テレビ）
- リング〜最終章〜（1999年） - 八木久美子 役
- 救命病棟24時（1999年） - 川上良子 役
- 学校の怪談 春のたたりスペシャル「たたり」（1999年、関西テレビ）
- 火消し屋小町（2000年、関西テレビ） - 岡正子 役
- 私を旅館に連れてって（2001年） - 真理子 役
- アンティーク 〜西洋骨董洋菓子店〜（2001年） - 師岡美恵子 役
- ウエディングプランナー SWEETデリバリー（2002年）
- 大奥（2003年） - 近江 役
- 演技者。「グリフトの手口」（2004年） - 三村社長 役
- ナニワ金融道（2005年） - 橋田珠子 役
- 離婚弁護士（2005年） - 宇津井美佐子 役
- 鬼嫁日記（2007年、関西テレビ） - 高岡久美 役
- 山おんな壁おんな（2007年） - 原田優子 役
- 無理な恋愛（2008年、関西テレビ） - 久保律子 役
- リアル・クローズ（2009年、関西テレビ） - 日比谷しのぶ 役
- チーム・バチスタの栄光SPECIAL〜新たな迷宮への招待〜（2009年、関西テレビ） - 一瀬ミドリ 役
- トリハダ（2009年）
- わが家の歴史（2010年） - 八女マリア 役
- ジョーカー 許されざる捜査官（2010年） - 弁護士・氷川成美 役
- 美しい隣人（2011年、関西テレビ） - 関加奈 役
- 金曜プレステージ「破婚の条件」（2011年） - 田村美代子 役
- ハングリー!（2012年、関西テレビ） - 白山祐希 役
- オトナ女子（2015年） - 坂田みどり 役[27]
- 世にも奇妙な物語 25周年記念!秋の2週連続SP 映画監督編「バツ」（2015年11月22日） - 初野弥生 役
- ゴシップ#彼女が知りたい本当の○○ 第10話（2022年3月10日） - 結城美波 役

#### テレビ朝日
- 時よとまれ（1995年）
- 相棒 pre season 第1話 - season7 第9話、season21 第1話 - 最終話、season23（2000年 - 2008年、2022年 - 2024年） - 亀山（旧姓：奥寺）美和子 役[28][29][30]
- ココだけの話（2001年）
- ツーハンマン（2002年） - グラディス菅原 役
- スカイハイ（2003年） - 滝本仁美 役
- HTBスペシャルドラマ そして明日から（2003年、北海道テレビ放送） - 坂崎弘子 役
- はるか17（2005年） - 鷹村英子 役
- オトコの子育て（2007年、ABC共同制作） - 中西冴子 役
- 特命係長 只野仁（2009年） - 一の瀬香部長 役
- マイガール（2009年） - 林ユカリ 役
- エンゼルバンク〜転職代理人（2010年） - 岡島和沙 役
- おトメさん（2013年、テレビ朝日） - 梶原美由紀 役

#### テレビ東京
- 貯まる女（2000年）
- 怨み屋本舗（2006年） - 南条ミユキ 役
- マジすか学園（2010年） - 前田幸子 役
- SAMURAI CODE（2010年） - 板倉祥子 役
- 蛇蝎のごとく（2012年） - 石沢環 役
- 孤独のグルメ2024大晦日スペシャル 太平洋から日本海 五郎、北へ あの人たちの所まで。（2024年12月31日） - 福永いずみ 役[31]

#### WOWOW
- 超人ウタダ（2009年） - 大原諒子 役
- 幻夜（2010年） - 曽我恭子 役
- 分身（2012年） - 氏家静恵 役

#### LaLa TV
- 私たちがプロポーズされないのには、101の理由があってだな　第9話（2015年） - まち子 役　※ 第8話は監督担当

#### チャンネルNECO
- 旧車探して、地元めし 第11話（2024年5月18日 ） - 女性 役[32]

### テレビアニメ
- 衛星アニメ劇場（2003年4月5日 - 2004年3月27日、NHK-BS2） - おねえさん役
- プラネテス（2003年10月 - 2004年4月、NHK-BS2） - 女優 役
- 最強武将伝 三国演義（2010年10月 - 2011年3月、テレビ大阪） - 玉錦 役

### 舞台
- 12人の優しい日本人（2005年） - 陪審員8号 役
- 恋する妊婦（2008年） - さつき 役
- 吸血鬼（2010年、PARCO劇場）
- 結婚の条件（2017年、新宿シアターモリエール） - 主演 ※演出を兼ねる。[9]
- ロックの女（2018年、赤坂レッドシアター） - 八代亜希子 役 ※プロデューサーを兼ねる。

### バラエティ・情報番組
- 世界の美都で発見! 秘宝ミステリーツアー（2011年8月9日、TBS） - レポーター
- くらしのサプリ!集合!鈴木三姉妹（2011年10月 - 2012年6月、BS朝日）
- 超再現!ミステリー（2012年4月17日 - 2012年8月、日本テレビ） - レギュラーパネラー
- 砂羽と可奈子があの街の美味しいギャップ大発見!だけど食堂（2013年4月7日 - 2014年9月28日、ABC） - レギュラー
- 深東京コネクション〜新宿3丁目界隈〜（2014年6月2日、NHK BSプレミアム） - 調査員（ナビゲーター）
- 美スポ!スポーツできれいに（2015年4月4日 - 、NHK BS1） - MC
- 趣味どきっ!「姫旅〜華麗なる戦国ヒロイン紀行〜」（NHK Eテレ、2016年12月・2017年1月期（第1回、第2回、第4回）） - 旅人
- もふもふモフモフ (NHK 不定期出演)「鈴木砂羽が行くモフモフツーショット」- コーナー
- あさこ・梨乃 節約ケチケチ旅「岡山〜香川へ! 瀬戸内完全ガイドSP」（2024年12月7日）- ゲスト旅人

### ドキュメンタリー番組
- ファミリーヒストリー（NHK総合テレビジョン、2025年3月12日） - サブタイトル：“自らの表現”を解き放て

### WEB番組
- 砂羽のヒミツのトビラ〜知らない世界をノゾかせて!（2016年7月 - 、MINOU） - ナビゲーター [33]
- さまぁ〜ずハウス（2018年、Amazonプライム・ビデオ）#12「不動産屋」 - 門田妻 役[34]
- 相棒 sideA /sideB（2024年3月20日、TELASA） - 亀山美和子 役[35]
- 相棒 sideX（2024年10月16日、TELASA） - 亀山美和子 役[36]

### CM
- ホクト産業（2013年）
- ライオン「デンターシステマ」（2013-16年）
- ダリヤ「サロンドプロ」（2013年-）
- 日本水産「大きな大きな焼きおにぎり」（2015年）
- ライオン「バファリンEX」（2016年） - 母 役
- 春華堂「うなぎパイ」（2017年-）
- カーブス（2024年-）

## 書籍

### 写真集
- Sawa 愛の新世界 （1994年11月、荒木経惟撮影、KKベストセラーズ） ISBN 4584170584

### エッセイ
- 女優激場（ワニブックス、2012年10月6日）

### エッセイ漫画
- いよぉ! ボンちゃん!! （連載、2001年-2005年 ヤングユー 集英社）
- いよぉ!!ボンちゃん!!（連載、2016年 YOU 集英社）[19]
- ボンちゃんがいく☆ 女優・鈴木砂羽のマンガ愛がはじけるコミックエッセイ（2018年6月5日、集英社）ISBN 978-4087816600